# Памятник С. Н. Сергееву-Ценскому
Памятник С. Н. Сергееву-Ценскому — памятник, установленный в честь советского писателя и уроженца Тамбовщины Сергея Сергеева-Ценского, установленный на набережной реки Цны в Тамбове.

## История
Открытие памятника Сергею Сергееву-Ценскому состоялось 30 сентября 1975 года по случаю столетнего юбилея писателя. Первоначально существовали планы установления памятника у фасада гостиницы «Тамбов», однако из-за размера гостиницы, который подавлял бы и постоянно затенял, от этой идеи отказались. Памятник было решено перенести на противоположную сторону и установить на высоком обрывистом берегу, на фоне живописных цнинских просторов. Церемония открытия прошла в торжественной обстановке с сотнями горожан. После официальных речей со своими стихами выступили Семён Милосердов и Майя Румянцева.

## Описание
Памятник представляет собой гранитную глыбу из которой будто вырастает высеченная фигура Сергеева-Ценского. В руках писатель держит книгу, а взор устремлён вдаль.